# フィリピン共産党 (PKP)
フィリピン共産党（フィリピンきょうさんとう、タガログ語: Partido Komunista ng Pilipinas）は、1930年8月にフィリピンで結成された共産主義政党。通常PKPと略称され（「ソ連派共産党」とも呼ばれる）、第二次世界大戦後の1968年に毛沢東思想の影響を受け結成されたフィリピン共産党（CPP / 再建派共産党）とは区別されている。

## 結党の事情
フィリピン共産党はマニラの印刷工組合の指導者であったクリサント・エバンヘリスタを中心に結成された。同じ年に東南アジアではシャム共産党、インドシナ共産党が結党されるなど東南アジア地域全体で共産主義運動は高まりを見せており、フィリピン共産党結党もこの流れに沿うものといえる。

## アメリカ共産党との関係
フィリピン共産党は、結党以来東方書記局とアメリカ共産党を通じてモスクワ（コミンテルン）と連結されており、これは「共産党は東方書記局と宗主国共産党の2本のラインを通じてコミンテルンと結ばれる」という当時の東南アジアの各共産党において一般に見られる構図であった。ところが1935年に東方書記局が廃止されてしまうと、アメリカ共産党の影響力が次第に大きなものとなり、ついにはフィリピン共産党の基本政策にまでアメリカ共産党が口を出すまでになった。1937年頃からコミンテルンでは、アメリカにフィリピン共産党の幹部を養成する学校を設立しようという議論が行われるようになったが、ここに、これまでコミンテルンが行ってきた重要な業務（植民地共産党の指導）を宗主国共産党に委任する、という当時の共産主義運動の方向性を見ることができる。コモンウェルス期の合法路線や社会党との合同も、米共産党の指導によるものであったとされる。

## コモンウェルス期から日本軍占領期へ
結党翌年の1931年9月には非合法化され指導部が検挙された。しかしサクダル党（反米親日を掲げ武装蜂起した）に見られるような、反体制派と親日派勢力の連合を恐れたコモンウェルスのマニュエル・ケソン大統領により1937年10月に共産党は合法化された。これ以降、共産党は社会改革を進めるケソン政権に一定協力しながら勢力の拡大を図る路線をとることとなった。1938年には、中部ルソン地方の農民運動を基盤とするフィリピン社会党と合同し、従来都市部の労働運動を中心としていた共産党の性格は大きく変化した。1942年日本軍がマニラを制圧し軍政を開始すると、マニラの党中央部は弾圧により壊滅、検挙を免れた中部ルソン地区の指導者によって党は維持されることとなった。社会党出身の党幹部ルイス・タルクは、フクバラハップ（フィリピン抗日人民軍）を結成、米軍との協力関係を保ちつつも、日本軍やそれに協力するフィリピン人地主に対して抵抗闘争を組織し、農村部で党の支持基盤を拡大した。

## 第二次世界大戦後
戦後、共産党は同党を中心に民主同盟（DA）を結成、議会進出により国政への影響力を強めようとしたが、復帰した米軍・コモンウェルス当局により弾圧され、また当選したDA所属の国会議員も議席を剥奪された。このため共産党は再び武装路線をとるようになり、フクバラハップを基盤にゲリラ組織「人民解放軍（HMB）」を結成、1940年代末から1950年代初めに至るまで、中部ルソン島を中心にフク反乱と呼ばれる大規模な反乱を展開した。
しかしマグサイサイ国防長官の就任とアメリカの反乱鎮圧援助、さらに党内部における旧共産党系・旧社会党系の対立により、1950年代半ばまでに反乱は鎮静化に向かった（この過程で人民軍幹部タルクを説得し帰順させたのが当時新聞記者であったベニグノ・アキノ・ジュニアである）。これ以降、1960年代末の再建共産党（CPP）の結成まで、フィリピンにおける共産主義運動、および左翼勢力の武装闘争は退潮期に入ったが、前フィリピン大学総長であるフランシスコ・ネメンソ（Francisco Nemenzo）が共産主義者であるように知識人の間で強い影響力を持っていると見られている。